# Râul Valea Ursului, Păscoaia
Râul Valea Ursului este un curs de apă, afluent al râului Păscoaia. 

## Hărți
- Harta Munții Lotrului  Arhivat în 6 mai 2008, la Wayback Machine.